# ريفيلياسكو دستي
ريفيلياسكو دستي (بالإيطالية: Revigliasco d'Asti)‏ هي بلدة وبلدية في مقاطعة أستي في إقليم بييمونتي في جنوب إيطاليا.

## السكان
في سنة 1861 بلغ عدد السكان 1٬207 نسمة، وتطور العدد ليصل في سنة 2011 لـ 833 نسمة.
يظهر هذا المخطط البياني تطور النمو السكاني لـ ريفيلياسكو دستي